# 桑塔：里絲琦的逆襲
《桑塔：里絲琦的逆襲》是一款由WayForward Technologies開發的平台動作遊戲，2010年於任天堂DS平台發售，之後陸續移植到iOS、Windows、PlayStation 4、Wii U、任天堂Switch、Xbox One等平台。本作是《桑塔》系列的第二款作品，前作是Game Boy Color平台上的系列同名遊戲《桑塔》（Shantae），續作是《桑塔與海盜的詛咒》（Shantae and the Pirate's Curse）。

## 系統
遊戲中玩家將操作一位半精靈女主角桑塔（Shantae），為了阻止其宿敵女海盜里絲琦（Risky）的邪惡計畫，必須前往探索不同地形的區域、收集各式物品、擊敗怪物與頭目。桑塔主要的戰鬥方式是甩動她的頭髮來攻擊敵人，此外也能裝備各種法術來協助戰鬥。本作核心是變身魔法系統，在探索過程中可取得這種魔法。當施展魔法時桑塔會先跳一段肚皮舞，隨後變身成各種動物型態，並且擁有不同特殊能力，比如變身成猴子型態可以爬牆並跳躍得更高、變身成大象則能撞破擋路的巨石，玩家必須善用變身魔法才能突破流程中各種地形阻礙。

## 外部連結
- 官方网站（英文）